# قشلاق علیش
قشلاق علیش یک روستا در ایران است که در بخش انجیرلو واقع شده‌است. قشلاق علیش 55 نفر جمعیت دارد.